# Frank Bruno
Franklin Roy "Frank" Bruno, född 16 november 1961 i Hammersmith, London, är en brittisk före detta tungviktsboxare som under sin karriär var både europamästare och världsmästare.

## Boxningskarriär

### I världseliten
Frank Bruno var under 1980- och 1990-talet omåttligt populär i sitt hemland England men förmådde aldrig mäta sig med de riktigt stora. 1985 blev han europamästare genom att besegra svenske Anders "Lillen" Eklund på knockout. Bruno tillhörde hela tiden världseliten och gick flera VM-matcher under 1980-talet och början på 1990-talet - dock utan att lyckas vinna. Han förlorade en match om WBA-titeln 1986 mot Tim Witherspoon, 1989 mot Mike Tyson om den förenade titeln och 1993 mot WBC-mästaren Lennox Lewis. 

### Världsmästare till sist
Men Bruno skulle få en sista chans till en VM-titel – som han tog. WBC-mästaren Oliver McCall blev mannen som fick vika ner sig i en match som vanns av Bruno på poäng, en av bara två poängsegrar under hela hans karriär. I sitt första titelförsvar, i mars 1996, blev dock engelsmannen sedan besegrad på knockout av Mike Tyson i tredje ronden. Matchen blev Brunos sista som strax efter meddelade sin avsikt att lägga handskarna på hyllan.

## Utanför ringen
Efter karriären gick Frank Bruno in i en depression och var under åren 2003-2012 tre gånger tvångsintagen på psyket. I en intervju med Daily Mail 2017 menade Bruno att hans liv är en ständig kamp, men att han blivit bättre på att hantera den bipolära diagnos han fått.
Bruno är fortfarande populär och ihågkommen i sitt hemland.

### Webbsidor
- Brunos matchfacit (eng)